# 松平康済
松平 康済（まつだいら やすずみ、寛永9年（1632年） - 宝永5年6月1日（1708年7月18日））は、江戸時代の旗本。福釜松平家の分家・松平右京家の初代。初名は康経。通称は権十郎、傳次郎、三郎左衛門、右京。
松平康盛の四男。母は松平忠実の娘。妻は横井時村の娘。子に康共・忠一（五井松平家分家・松平則采の養子）・康春・三好政敬（三好勝政の養子）・娘（阿部政等妻）・娘（鳥居忠丘妻）らがいる。
慶安4年（1651年）9月29日に徳川綱重の家臣となり、桜田の館に勤める。その後、書院番組頭・書院番頭・小姓組番頭を歴任する。宝永元年（1704年）に徳川家宣が江戸城西の丸に入った際に付き従って小普請となった。宝永5年（1708年）6月1日、77歳で死去。法名は常英。